# Carlo Coccia

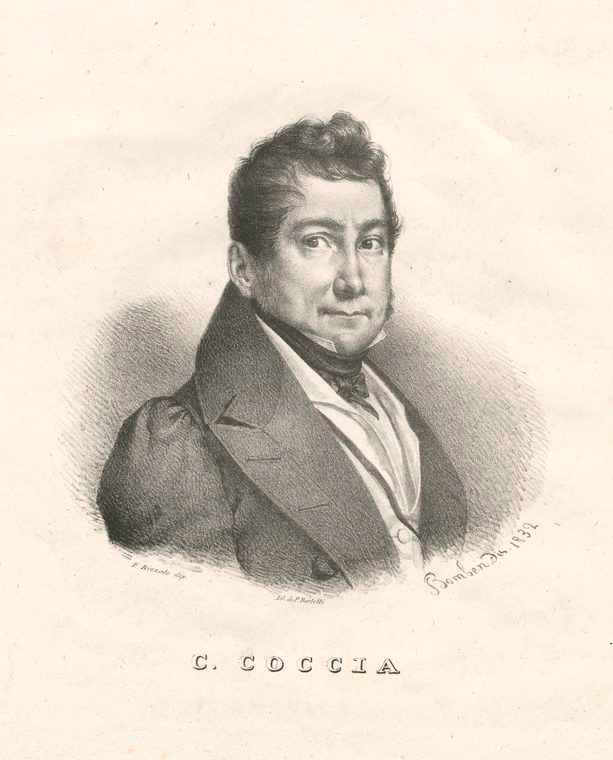

Carlo Coccia (Napoli, 14 aprile 1782 – Novara, 13 aprile 1873) è stato un compositore italiano, esponente tardo della Scuola musicale napoletana.

## Vita
Era figlio di un violinista di Napoli. Il padre l'aveva destinato allo studio dell'architettura, ma la sua passione per la musica fece cambiare questo progetto.
Un oscuro insegnante, di nome Visocchi, gli insegnò i rudimenti della musica. Coccia aveva una bella voce da soprano e cantava nelle chiese. All'età di nove anni ricevette lezioni da Pietro Casella. Ancora giovanissimo, compose una serenata, alcuni solfeggi, una cantata e un capriccio per piano. Continuò poi gli studi al Conservatorio di Santa Maria di Loreto, dove ebbe come insegnanti Saverio Valente (per il canto
) e Fedele Fenaroli (per contrappunto e composizione). Uscito dal conservatorio conobbe Giovanni Paisiello che lo perfezionò nella composizione e lo prese sotto la propria protezione: grazie alle sue raccomandazioni, Coccia poté essere ammesso come insegnante di musica nelle migliori case di Napoli, e venne nominato accompagnatore al piano per i concerti privati del re Giuseppe Bonaparte.
Nel 1807 Coccia scrisse, per il Teatro Valle di Roma, la sua prima opera, Il matrimonio per lettera di cambio, che non ebbe successo. (Il libretto di quest'opera è basato su una commedia di Camillo Federici, che fu la base anche per La cambiale di matrimonio di Gioachino Rossini.) Scoraggiato, il compositore avrebbe voluto rinunciare al teatro e tornare a Napoli a dedicarsi alle precedenti occupazioni, ma Paisiello lo esortò a continuare. Nacque Il poeta fortunato, dato a Firenze nel 1808, che fu invece ben accolto. Ebbe così inizio la copiosa produzione operistica del compositore, che vide grandi successi, come Clotilde nel 1815, ma anche fiaschi clamorosi, come Etelinda nel 1816. A Ferrara, in occasione della seconda recita di Voglia di dote e non di moglie, Coccia stesso sostituì il buffo Lipparini, colpito da improvvisa indisposizione, ottenendo calorosi applausi.
Nel 1820 Coccia, forse anche per sottrarsi alla concorrenza del nascente astro di Rossini, accettò di trasferirsi a Lisbona, dove era stato chiamato come compositore e direttore del Teatro São Carlos. Qui fece rappresentare le opere Atar, La festa della rosa, Mandane, regina di Persia ed Elena e Costantino, accolte con favore, e la cantata Il lusitano.
Coccia fu in seguito a Londra, dove il 24 gennaio 1824 venne nominato intendente e direttore teatrale del King's Theatre in the Haymarket; più tardi fu anche maestro di armonia e di canto alla Royal Academy of Music. A Londra pubblicò numerose cantate, sei duetti con accompagnamento di pianoforte e alcuni altri piccoli lavori. Sempre a Londra, nel 1827 fece rappresentare Maria Stuarda, regina di Scozia, alla cui inaugurazione presero parte il celebre soprano Giuditta Pasta e Filippo Galli (basso); l'opera fu apprezzata dalla critica mentre il pubblicò le accordò minor favore.
Ritornato in Italia nel 1828, nel 1836 diventò insegnante e direttore dell'Accademia Filarmonica di Torino e nel 1840, in seguito alla partenza per Napoli di Saverio Mercadante, sostituì quest'ultimo nell'incarico di maestro di cappella del duomo di Novara, dedicandosi quasi esclusivamente all'insegnamento e alla composizione di musica sacra.
Nel 1841, al Teatro Regio di Torino fu rappresentata la sua ultima opera, Il lago delle fate, che non ebbe successo. Tra le sue numerose opere, oltre a Clotilde (il maggiore successo tra le composizioni per Venezia, rappresentata anche in numerose altre città italiane e persino in Sassonia e Messico), ottennero buon successo L'orfano della selva e Edoardo in Iscozia, mentre numerose altre, come Rinaldo d'Asti, Claudina in Torino, Rosmonda d'Inghilterra, Enrico di Monfort ebbero meno fortuna. In tempi moderni, Caterina di Guisa, che ebbe esito trionfale alla sua apparizione a Milano, nel 1833, è stata riproposta con un discreto successo. Alcune opere di Coccia furono basate su libretto di Giuseppe Maria Foppa; significativa anche la collaborazione con Gaetano Rossi e Felice Romani, il librettista della Caterina.
Nel 1849 venne eseguita a Novara, in occasione delle esequie del re Carlo Alberto, una Messa di Requiem, per quattro voci e grande orchestra, appositamente composta per l'occasione. La prima esecuzione di questa messa in tempi moderni si ebbe il 18 settembre 2011, presso la basilica di San Gaudenzio a Novara, nell'ambito della quinta edizione del festival MITO SettembreMusica.
Coccia fu insegnante di composizione e primo direttore ("censore") della neonata scuola di musica di Novara, il Civico Istituto musicale Brera (1858). Ad essa dedicò due sinfonie appositamente scritte. Ebbe numerosi allievi per i quali scrisse un trattato di armonia e temi di contrappunto.
Molti degli autografi di Carlo Coccia sono conservati a Novara: nella biblioteca del duomo la musica sacra, in quella del Civico Istituto musicale Brera le composizioni profane, il Requiem ed alcune composizioni religiose.
Nel 1868/69 partecipò, con il Lacrimosa, alla stesura della Messa da Requiem, peraltro mai eseguita, in onore di Rossini, proposta da Giuseppe Verdi alla scomparsa del celebre compositore pesarese.
A Novara, dove morì il 13 aprile 1873, gli venne dedicato l'anno stesso il teatro cittadino, Teatro Coccia.

## Composizioni

### Opere
| Titolo                                                        | Genere                   | Atti    | Libretto                               | Première         | Città, teatro                   | Note |
| ------------------------------------------------------------- | ------------------------ | ------- | -------------------------------------- | ---------------- | ------------------------------- | --- |
| Il matrimonio per lettera di cambio                           | burletta per musica      | 2 atti  | Giuseppe Checcherini                   | 14 novembre 1807 | Roma, Teatro Valle              | |
| Il poeta fortunato, ossia Tutto il mal vien dal mantello      | melodramma giocoso       | 2 atti  | Gaetano Gasbarri                       | primavera 1808   | Firenze, Teatro degli Intrepidi | |
| L'equivoco, o Le vicende del Martinaccio                      | dramma giocoso           |         | Gaetano Gasbarri                       | carnevale 1809   | Bologna, Teatro Marsigli        | |
| Voglia di dote e non di moglie                                | dramma giocoso           | 2 atti  | Francesco Aventi                       | carnevale 1809   | Ferrara, Teatro Comunale        | |
| La verità nella bugia                                         | farsa                    | 1 atto  | Giuseppe Maria Foppa                   | ottobre 1809     | Venezia, Teatro San Moisè       | |
| Una fatale supposizione, ovvero Amore e dovere (o La Matilde) | farsa per musica         | 1 atto  | Giuseppe Maria Foppa                   | 19 gennaio 1811  | Venezia, Teatro San Moisè       | |
| I solitari                                                    | melodramma di sentimento | 1 atto  | Gaetano Rossi                          | 1º novembre 1811 | Venezia, Teatro San Moisè       | |
| Il sogno verificato                                           | azione eroica per musica | 2 atti  | Luigi Prividali                        | 23 gennaio 1812  | Venezia, Teatro La Fenice       | |
| Arrighetto                                                    | dramma per musica        | 1 atto  | Angelo Anelli                          | 9 gennaio 1813   | Venezia, Teatro San Benedetto   | |
| La donna selvaggia (o La selvaggia)                           | dramma semiserio         | 2 atti  | Giuseppe Maria Foppa                   | 24 giugno 1813   | Venezia, Teatro San Benedetto   | Altra versione: La Matilde, primavera 1814, Firenze, Teatro alla Pergola Revisione: primavera 1841, Napoli, Teatro San Carlo |
| Il crescendo                                                  | opera buffa              | 1 atto  | Giuseppe Maria Foppa                   | 16 febbraio 1814 | Venezia, Teatro San Moisè       | |
| Carlotta e Werther (o Carlotta e Verter)                      | dramma per musica        | 2 atti  | Gaetano Gasbarri                       | autunno 1814     | Firenze, Teatro del Cocomero    | |
| Evellina                                                      | melodramma eroico        | 2 atti  | Gaetano Rossi                          | 26 dicembre 1814 | Milano, Teatro Re               | |
| Euristea, o L'amore generoso                                  | dramma per musica        | 2 atti  | Giuseppe Maria Foppa                   | 21 gennaio 1815  | Venezia, Teatro La Fenice       | |
| Clotilde                                                      | melodramma semiserio     | 2 atti  | Gaetano Rossi                          | 8 giugno 1815    | Venezia, Teatro San Benedetto   | |
| I begli usi di città                                          | dramma giocoso           | 2 atti  | Angelo Anelli                          | 11 ottobre 1815  | Milano, Teatro alla Scala       | |
| Teseo e Medea                                                 | dramma per musica        | 2 atti  |                                        | 26 dicembre 1815 | Torino, Teatro Regio            | |
| Rinaldo d'Asti                                                | dramma buffo             | 2 atti  | Jacopo Ferretti                        | 17 febbraio 1816 | Roma, Teatro Valle              | |
| Etelinda                                                      | melodramma semiserio     | 2 atti  | Gaetano Rossi                          | 26 giugno 1816   | Venezia, Teatro San Benedetto   | |
| Claudina in Torino                                            | dramma per musica        | 2 atti  | Giuseppe Maria Foppa                   | 20 dicembre 1816 | Venezia, Teatro San Moisè       | |
| Fajello                                                       | dramma tragico           | 2 atti  |                                        | 23 ottobre 1817  | Firenze                         | Revisione: Gabriella di Vergy (settembre 1818, Trieste, Teatro Nuovo)                                                        |
| Donna Caritea, regina di Spagna                               | opera seria              | 2 atti  | Giacomo Serafini Cesare Leopoldo Bixio | 7 gennaio 1818   | Genova, Teatro Sant'Agostino    | |
| Elena e Virginio                                              |                          |         |                                        | estate 1818      | Trieste                         | |
| Atar ossia il serraglio di Ormuz                              | dramma serio             | 2 atti  | Felice Romani                          | 13 maggio 1820   | Lisbona, Teatro São Carlos      | |
| La festa della rosa                                           | dramma giocoso           | 2 atti  | Gaetano Rossi                          | 13 agosto 1821   | Lisbona, Teatro São Carlos      | |
| Mandane, regina di Persia                                     | opera seria              | 2 atti  | Luigi Romanelli                        | 4 novembre 1821  | Lisbona, Teatro São Carlos      | |
| Elena e Costantino                                            | opera semiseria          | 2 atti  | Andrea Leone Tottola                   | 6 febbraio 1822  | Lisbona, Teatro São Carlos      | |
| Maria Stuarda, regina di Scozia                               | opera seria              | 3 atti  | Pietro Giannone                        | 7 giugno 1827    | Londra, King's Theatre          | |
| L'orfano della selva                                          | melodramma comico        | 2 atti  | Gaetano Rossi                          | 15 novembre 1828 | Milano, Teatro alla Scala       | |
| Rosmonda d'Inghilterra (o Rosmonda)                           | melodramma serio         | 2 atti  | Felice Romani                          | 28 febbraio 1829 | Venezia, Teatro La Fenice       | |
| Edoardo in Iscozia (o Edoardo Stuart re in Iscozia)           | dramma per musica        | 2 atti  | Domenico Gilardoni                     | 8 maggio 1831    | Napoli, Teatro San Carlo        | |
| Enrico di Monfort                                             | melodramma               | 2 atti  | Gaetano Rossi                          | 12 novembre 1831 | Milano, Teatro alla Scala       | |
| Caterina di Guisa                                             | melodramma               | 2 atti  | Felice Romani                          | 14 febbraio 1833 | Milano, Teatro alla Scala       | Revisione: autunno 1836, Torino, Teatro Carignano                                                                            |
| La figlia dell'arciere                                        | melodramma tragico       | 3 atti  | Felice Romani                          | 12 gennaio 1834  | Teatrino di corte (Napoli)      | |
| Marsa (o Marfa)                                               | melodramma               | 4 atti  | Emanuele Bidera                        | 13 luglio 1835   | Napoli, Teatro San Carlo        | |
| La solitaria delle Asturie, ossia La Spagna ricuperata        | melodramma               | 5 parti | Felice Romani                          | 6 marzo 1838     | Milano, Teatro alla Scala       | |
| Giovanna II regina di Napoli                                  | melodramma               | 3 atti  | Gaetano Rossi                          | 12 marzo 1840    | Milano, Teatro alla Scala       | |
| Il lago delle fate                                            | melodramma               | 4 atti  |                                        | 6 febbraio 1841  | Torino, Teatro Regio            | |

### Musica sacra
Elenco di composizioni sacre (dalla Biographie universelle di F.-J. Fétis):
- 25 messe, in prevalenza con accompagnamaneto orchestrale
- Messa da Requiem per Carlo Alberto, 1849
- 15 mottetti
- 21 vespri
- 17 Tantum Ergo
- 3 Miserere
- 1 Te Deum con orchestra
- 1 Stabat mater a 4 voci con organo

### Altro
Alcune altre composizioni (dalla Biographie universelle di F.-J. Fétis):
- 1 ouverture per grande orchestra
- Ero, monologo con accompagnamento d'orchestra
- Il Lusitano (o I Lusitani), cantata a più voci, con grande orchestra e tre bande militari, per festeggiare il ritorno del re Giovanni VI dal Brasile in Lisbona nel 1821[4]